# Burger Söhne
Die Burger Holding AG mit Sitz in Rotkreuz ist ein international tätiger Schweizer Tabakwarenkonzern.

## Produktion
Das 1864 gegründete und heute in fünfter Generation befindliche Familienunternehmen produziert und vertreibt Tabakprodukte, insbesondere Zigarillos. Hierzu zählen unter anderem die Marken MOODS, Al Capone und Dannemann.

## Geschichte
Gegründet wurde das Unternehmen durch den Landwirt und Holzhändler Rudolf Burger, der sich mit dem Zigarrenhersteller Rudolf Eichenberger zusammentat. Nach dem Eintritt von Rudolf Burgers Söhnen Rudolf und Robert trat der Betrieb unter dem noch heute verwendeten Namen Burger Söhne auf. Die Lancierung des «Rössli»-Stumpens 1933 brachte dem Unternehmen einen ersten kräftigen Wachstumsschub mit der Ausweitung der Produktion auf fünf Standorte bis Ende der 1930er Jahre. Burger Söhne entwickelte sich in der Folge zum grössten Zigarrenproduzenten der Schweiz. 1965 zählte das Unternehmen samt Tochterbetrieben rund 4000 Mitarbeiter, davon 850 in der Schweiz.
Mit der 1988 erfolgten Übernahme der Dannemann GmbH im deutschen Lübbecke stieg die Firma zum weltweit drittgrössten Zigarrenproduzenten auf. 1999 kam die Tessiner Fabbrica Tabacchi Brissago SA hinzu. Weiter wurden unter anderem die Marken Meccarillos, Ormond und Fivaz von der mittlerweile aufgelösten Rinsoz & Ormond Tabac S.A. übernommen.